# بخش لیمو (شهرستان باتلر، اوهایو)
بخش لیمو (به انگلیسی: Lemon Township) یک منطقهٔ مسکونی در ایالات متحده آمریکا است که در شهرستان باتلر، اوهایو واقع شده‌است.
 بخش لیمو ۳۹٫۷ کیلومتر مربع مساحت و ۱۳٬۸۷۵ نفر جمعیت دارد و ۱۹۸ متر بالاتر از سطح دریا واقع شده‌است.